# J. G. Brill Company

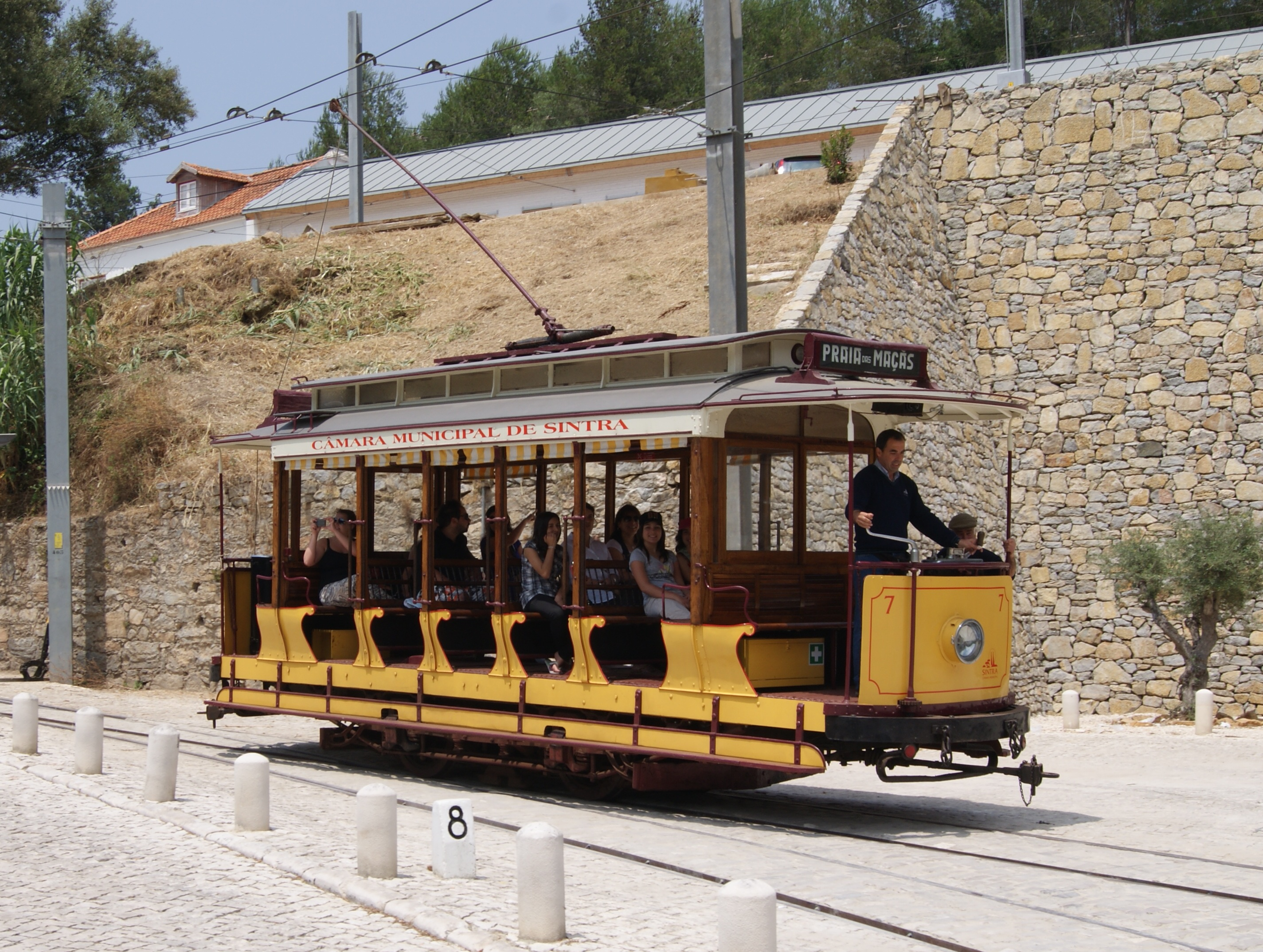
Un Tram del 1903 sulla tranvia di Sintra, in Portogallo

J. G. Brill Company era una società costruttrice di tram, filobus e autobus con sede a Filadelfia, negli Stati Uniti d'America. All'apice dell'attività fu il più grande produttore del settore negli USA. Cessò la produzione di filobus e autobus nel 1954.

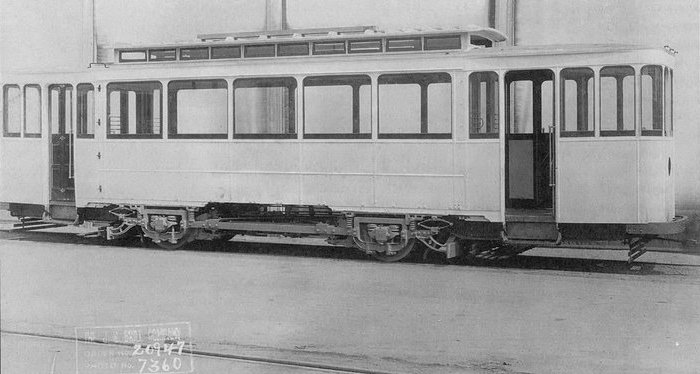
Tram Brill del 1922

La sua produzione raggiunse la quota di 45.000 rotabili tranviari autobus, filobus e carrozze passeggeri.

## Storia

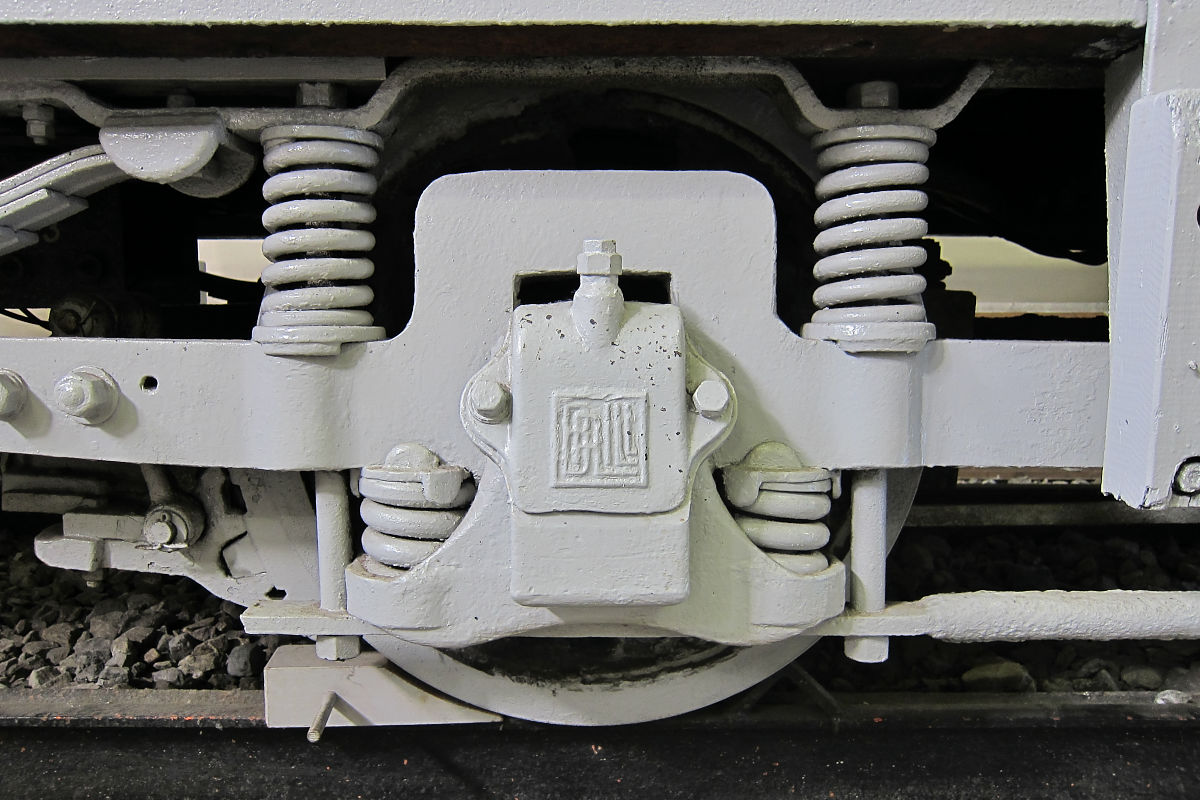
Museo di Yokohama; carrello tranviario Brill-21E

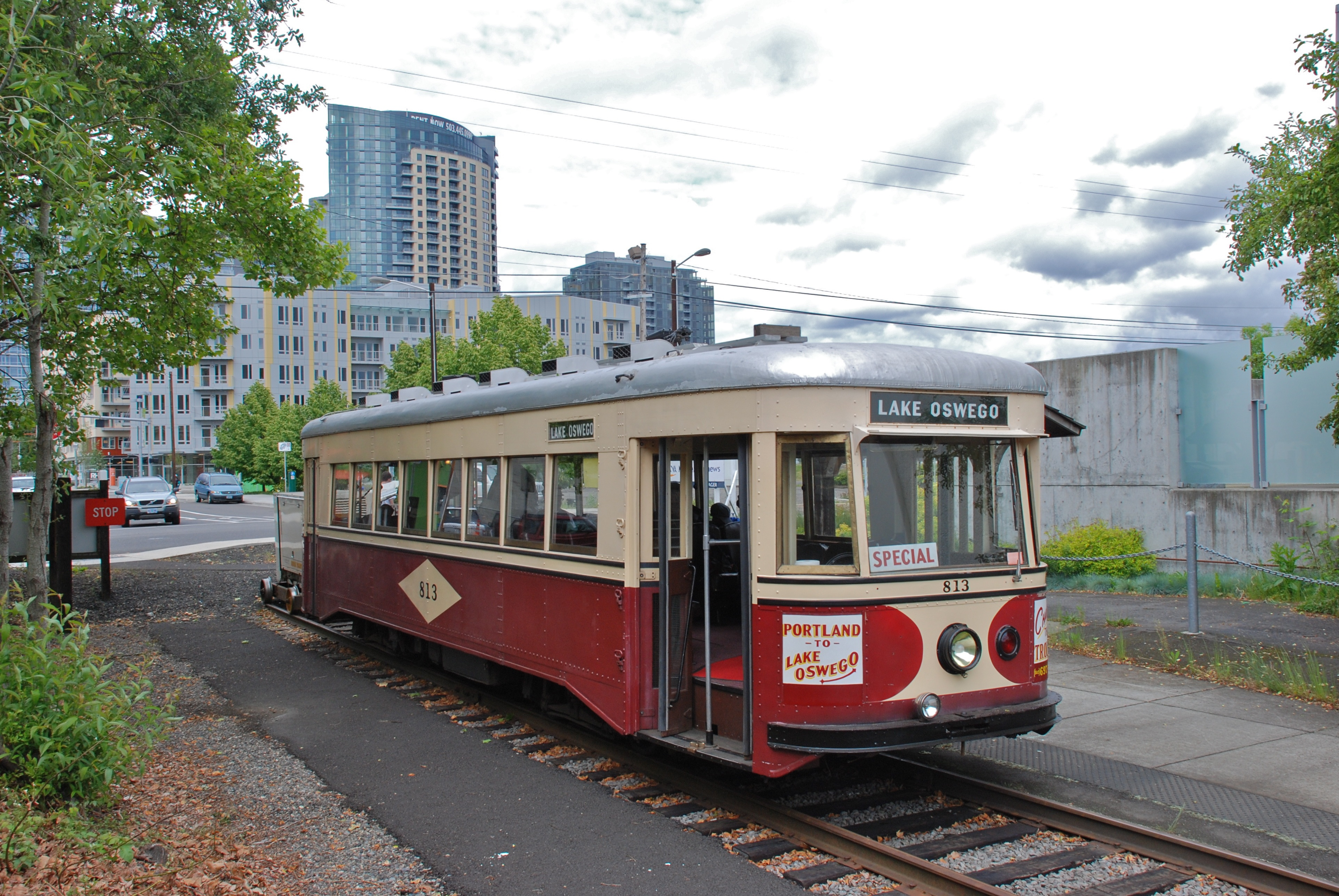
Tram restaurato a Portland nel 2010

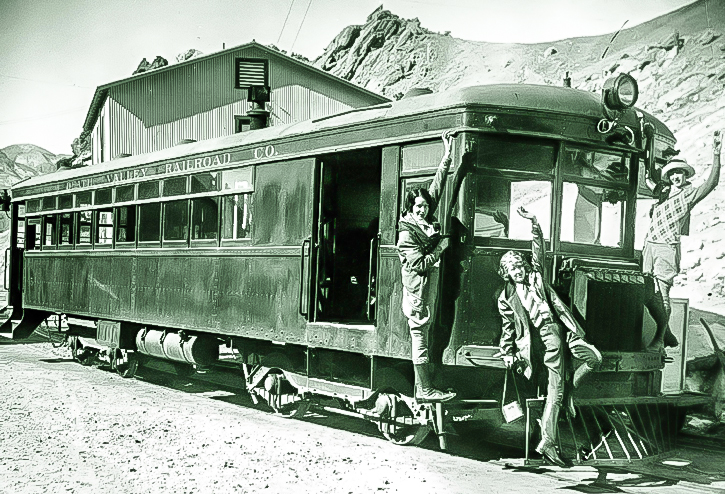
Tram con motore termico per la Death Valley Railroad (c.a. 1930)

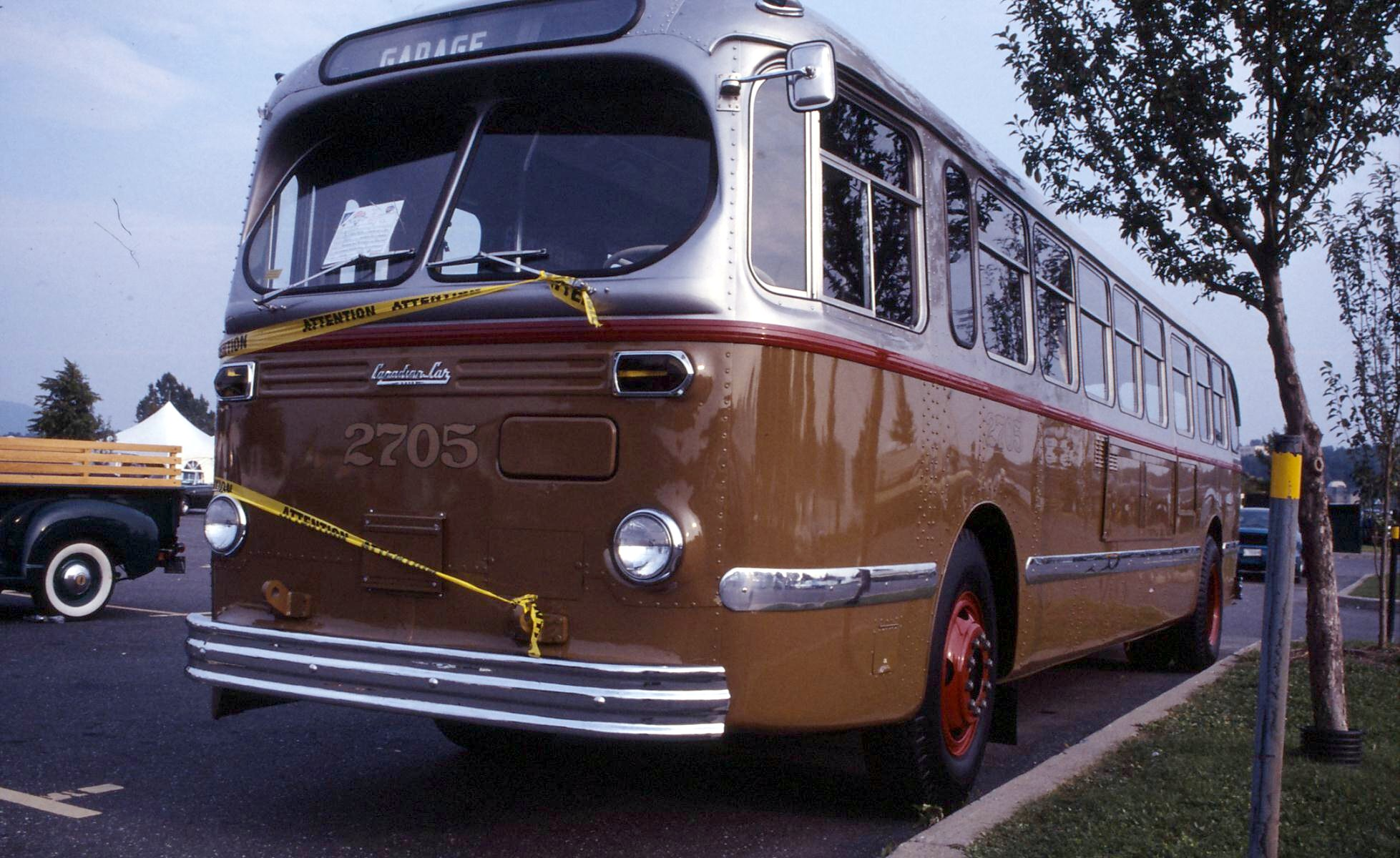
Autobus Canadian Brill del 1952 restaurato

La società venne fondata nel 1868 a Filadelfia da Joahnn Georg Brill, assieme al figlio Georg Martin; prese quindi il nome di J.G. Brill and Son e iniziò la fabbricazione di carrozze tranviarie a cavalli. Nel corso degli anni assorbì altre fabbriche del settore tranviario e filoviario estendendo la sua presenza, oltre che a Filadelfia, in Ohio, New Jersey, Massachusetts, Illinois, Missouri.
Nel corso dei suoi settant'anni di storia la Brill produsse oltre 45.000 tra veicoli ferroviari, autobus e tram. Si calcola che oltre un terzo dei veicoli tranviari degli USA siano stati costruiti dalla Brill.
L'assetto aziendale della J.G. Brill subì nel corso degli anni numerosi cambiamenti: nel 1887 venne ufficialmente costituita come J.G. Brill Company e dal 1890 trasferì gli impianti di Filadelfia in 62nd and Woodland Avenue. Dal 1902 Brill iniziò la sua espansione: altri costruttori del paese quali, American Car Company, G.C. Kuhlman Car Company, John Stephenson Company, Wason Manufacturing Company e Danville Car Company furono acquisiti in rapida successione entro il 1908. Nello stesso periodo sorse in Francia la "Compagnie J.G. Brill" (nota anche come "Cie Brill") per far fronte alle esigenze del mercato nascente in Europa. Nel 1921 nacque anche la Canadian Brill Company che tuttavia ebbe vita breve; solo due anni.
Durante la prima guerra mondiale la produzione fu riconvertita alle esigenze di materiale bellico per conto del governo statunitense e di alcuni alleati; circa 10.000 tra automezzi da trasporto e ambulanze e inoltre piattaforme per obici, materiale bellico, mezzi per trasmissione che fruttarono alla Brill circa 16 milioni di dollari tra 1914 e 1918.
Gli anni venti portarono la crisi; la vertiginosa crescita della Brill fu arrestata dalla diminuzione degli ordini in quanto l'orientamento delle aziende di trasporto, per ridurre i costi, cominciò a vertere sugli autobus urbani ed extraurbani anziché su tram e filobus (che erano i prodotti basilari della ditta).
Nel 1926 venne creata la Brill Corporation, una holding della quale facevano parte tutte le società acquisite. 
Nel corso del quindicennio successivo parecchie delle acquisizioni della Brill chiusero; nel 1937 ne era rimasta solo una.
Nel decennio degli anni trenta tutti gli impianti della Brill confluirono nella grande Brill Corporation di cui facevano già parte Fageol Motor Company, Hall-Scott Motor Car Company e American Car Foundry Motors Company.
Dal 1940 la Brill uscì del tutto dal mercato tranviario e nell'agosto 1944 tutte le controllate della Brill Corporation erano state assorbite da altre società non collegate ad essa. Nello stesso anno ACF-Brill rilasciò alla Canadian Car and Foundry di Montréal, Quebec, la licenza a produrre veicoli per il Canada con il nome di Canadian Car-Brill. Tale marchio produsse circa 1.100 filobus e alcune migliaia di autobus.
Il 31 gennaio del 1946 il controllo della ACF-Brill fu acquisito dalla Consolidated Vultee Aircraft Corporation per la somma di 7.5 milioni di dollari. Consolidated Vultee venne poi ceduta, il 6 novembre 1947, alla Nashville Corporation, che a sua volta vendette le sue quote alla società di investimenti Allen & Co l'11 giugno 1951. Nel tardo 1954 il marchio Brill scomparve del tutto in quanto ACF-Brill cessò del tutto la sua produzione.

## Bullet: il tram veloce

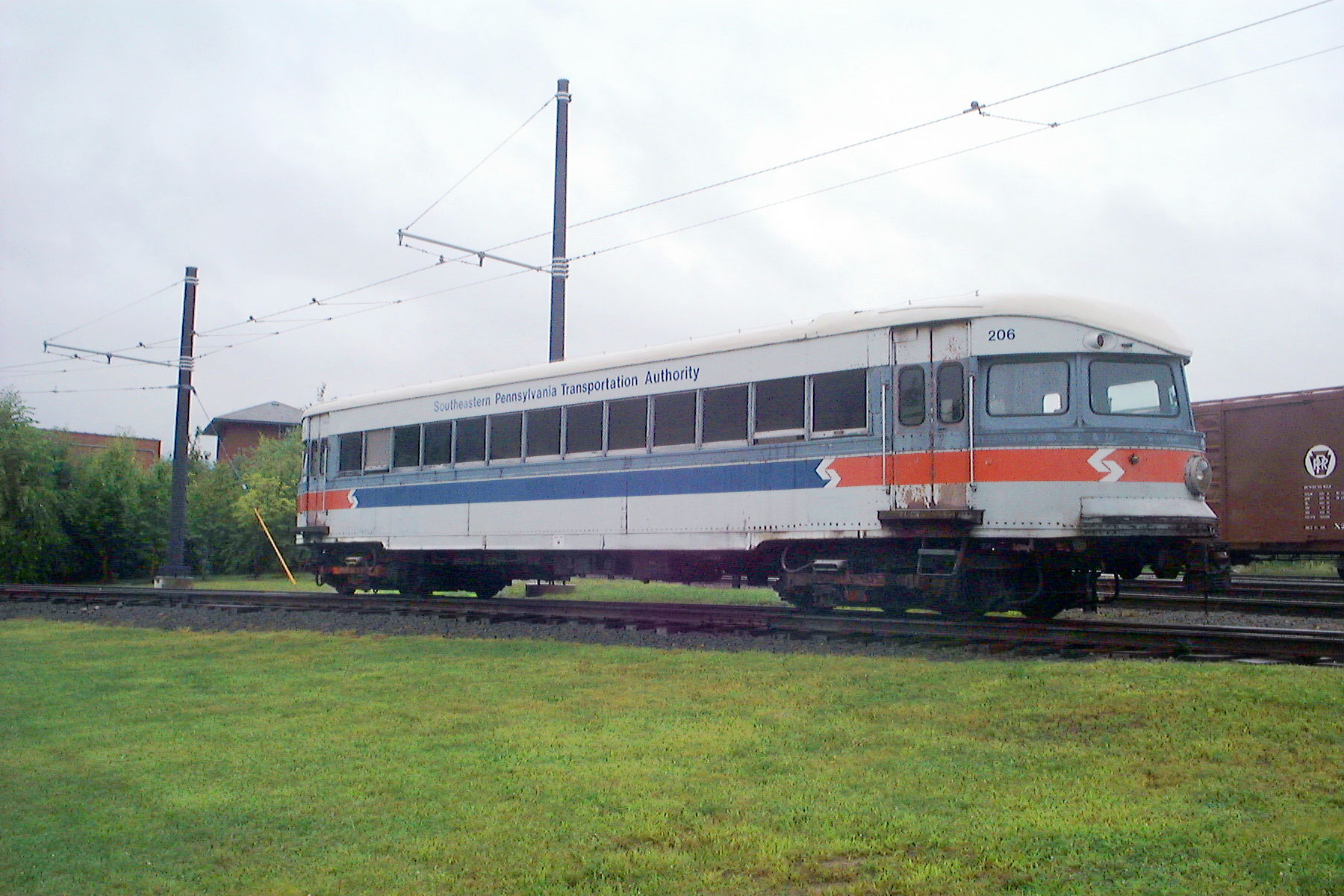
Railcar Bullet della P&W n. 206 a Steamtown in Scranton, Pennsylvania

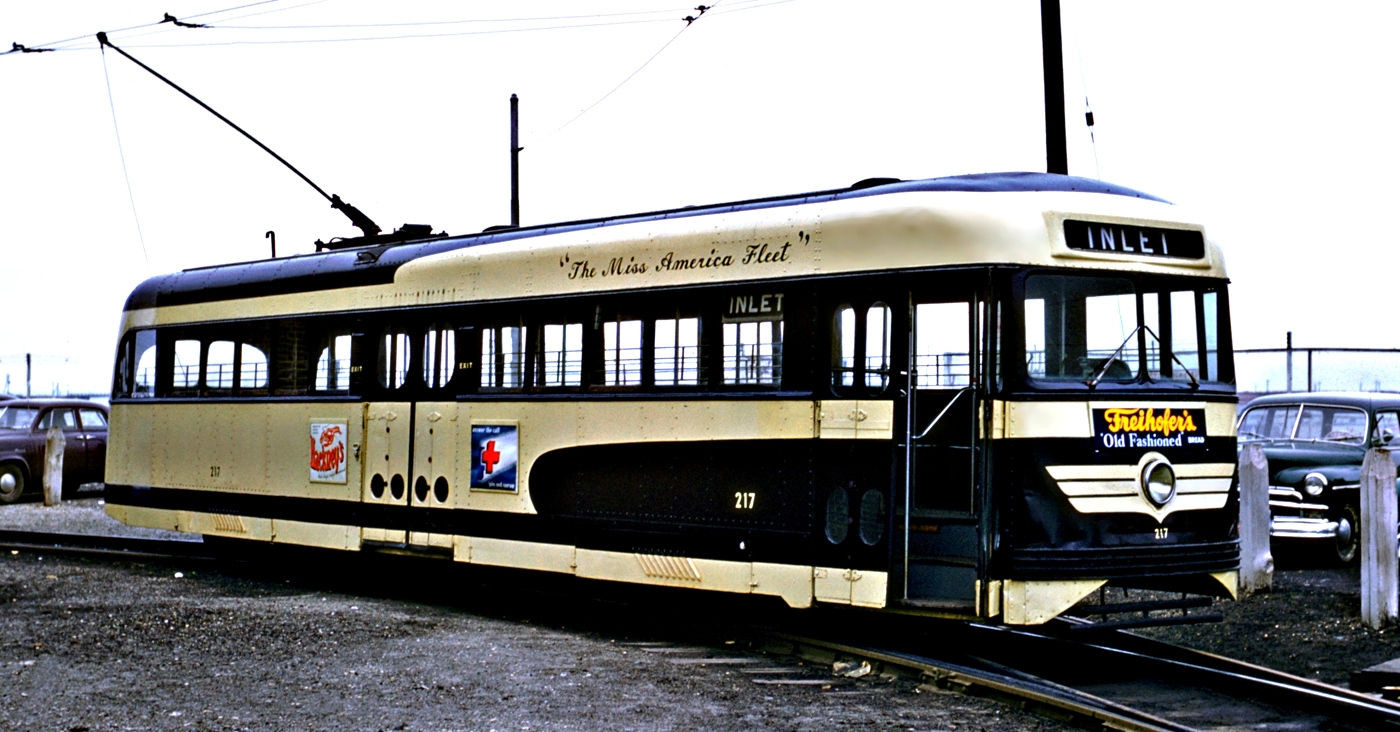
Tram Brill ad Atlanric City nel 1950

Negli anni venti Brill, in collaborazione con Westinghouse e General Electric, progettò un tram interurbano veloce. Il veicolo aveva forma aerodinamica ed era costruito in alluminio e acciaio; il suo profilo era stato testato in galleria del vento. Venne scelto il nome Bullet (proiettile) per sottolinearne la velocità, elevata per il tempo, di circa 150 km/h. Il primo gruppo di veicoli fu acquistato nel 1931 dalla Philadelphia e Western Railroad, che aveva una linea a terza rotaia che correva dalla 69ª Strada Upper Darby a Norristown, nella regione di Filadelfia. I rotabili ebbero localmente un certo successo e funzionarono fino al 1980 ma la Brill ne vendette pochi altri.
Un lotto di 5 Bullet andò alla linea interurbana dello Stato di New York Fonda, Johnstown e Gloversville Railroad che terminava a Schenectady; la versione era a un solo carrello motore e presa di corrente mediante trolley. Era un tentativo della società di far fronte al declino di passeggeri ma nel 1936, in seguito alla chiusura della linea i rotabili furono venduti alla Bamberger Railroad dello Utah, per le corse veloci tra Salt Lake City e Ogden fino a metà degli anni cinquanta.

### Rotabili preservati
Tre delle vetture sono ora ospitate al Seashore Trolley Museum, una presso l'Electric City Trolley Museum a Scranton, una al Rockhill Trolley Museum di Orbisonia, una presso il Museo Nazionale dei trasporti in St. Louis e una presso il Pennsylvania Trolley Museum a Washington. Un Bullet di Bamberger è ospitato nell'Orange Empire Railroad Museum a Perris, California del sud, e l'altro è stato conservato dall'Utah State Railroad Museum; un terzo infine, è stato adibito a ristorante a Springville, Utah.

## Diffusione della produzione
I rotabili Brill sono stati esportati in tutti i continenti e hanno equipaggiato la flotta di numerosissime compagnie e società di trasporto su ferro. Tra questi,
- Aroostook Valley Railroad – linea interurbana rurale
- Dunedin City Tramways
- Erie Railroad
- Ferrocarriles de Cataluña – Barcelona–Vallès Line)
- Hamilton Street Railway
- Helsinki tram, Finlandia
- Invercargill Tramways (fino al 1950)
- Melbourne Electric Supply Company – Geelong tram system
- New Plymouth Electric Tramways, New Plymouth, New Zealand
- Philadelphia Rapid Transit
- Philadelphia and Western Railroad – ferrovia elettrica interurbana
- Philadelphia Suburban Transportation Company (Red Arrow Lines) – ferrovia elettrica interurbana
- Scranton, Montrose and Binghamton Railroad (Northern Electric) – ferrovia elettrica interurbana
- South Australian Railways[7]
- Tennessee, Alabama and Georgia Railway – Pigeon Mountain Scooters 1922–1951
- Toronto Transportation Commission
- Tranvía Municipal de Bogotá 1884–1947
- Wellington Corporation Tramways
- Rete tranviaria di Lisbona – Portogallo
- Tranvia di Sintra - Portogallo